# NGC 3950
NGC 3950 é uma galáxia elíptica (E?) localizada na direcção da constelação de Ursa Major. Possui uma declinação de +47° 53' 06" e uma ascensão recta de 11 horas, 53 minutos e 41,1 segundos.
A galáxia NGC 3950 foi descoberta em 27 de Abril de 1875 por Lawrence Parsons.